# My Heart Is Broken
My Heart Is Broken é uma canção da banda de metal alternativo americana Evanescence. Foi lançada como segundo single do álbum Evanescence, lançado em 11 de novembro de 2011. A canção foi escrita por Amy Lee, Terry Balsamo, Tim McCord, Will Hunt e Zach Williams, além de ser produzida por Nick Raskulinecz. Musicalmente, "My Heart Is Broken" é uma balada de rock que começa com o piano e os vocais de Lee, antes de transcender em guitarras e bateria. Lee revelou que o conteúdo lírico foi inspirado após ela conhecer vítimas de tráfico sexual. A canção recebeu opiniões favoráveis dos críticos de música, que elogiaram os vocais de Lee acompanhados pelos instrumentos, escolhendo-a como um dos destaques do álbum. Alcançou as posições de número 36 na Ö3 Austria Top 40, 92 na Media Control Charts e 34 na Adult Pop Songs.
Um videoclipe para a canção foi filmado em dezembro de 2011 na cidade de Los Angeles e dirigido por Dean Karr. Ele fez o uso de fibra óptica e foi inspirado pela fantasia sombria do filme de terror Paperhouse (1988). O vídeo foi lançado através da Internet em 24 de janeiro de 2012, e seu conceito gira em torno de uma garota criada em um mundo de sonhos, que mais tarde torna-se um pesadelo. Após a liberação do vídeo, críticos elogiaram as cenas obscuras. A canção também fez parte do setlist da banda em sua terceira turnê mundial, Evanescence Tour.

## Antecedentes e composição
"My Heart Is Broken" foi escrita por Amy Lee, Terry Balsamo, Tim McCord, Will Hunt e Zach Williams e foi produzida por Nick Raskulinecz. A música foi gravada no Blackbird Studio, em Nashville, Tennessee. Durante uma entrevista, Amy Lee declarou que ela originalmente escreveu a música em uma harpa. Ela acrescentou que a banda escreveu a música junto com "What You Want" e que o solo do piano no começo da música foi escrita primeiramente na harpa, que segundo ela, era um instrumento mais lento e difícil. No entanto, durante a pré-produção de Evanescence, a banda fez a música com um ritmo mais rápido, mas quando foram gravar, ia ser impossível reproduzi-la em uma harpa. Lee disse que a música soa melhor com o piano, porque é um instrumento mais forte e que faz a música se sobressair como "uma das músicas mais românticas de todo o álbum". Em uma outra entrevista a revista Kerrang!, Lee revelou a inspiração de "My Heart Is Broken", dizendo: "Tem uma amiga minha que é diretora de uma fundação que ajuda vítimas de tráfico sexual em Nova York, um dia meu marido e eu resolvemos participar e isso mudou completamente o modo que eu estava escrevendo a música... Eu comecei a me colocar no lugar dessas pessoas... Como será ser ameaçado e não poder contar a ninguém o que está acontecendo porque você está com medo do que possa acontecer?" My Heart Is Broken é uma balada que começa com piano e Lee cantando os versos "I will never find a way to heal my soul/ And I will wander 'til the end of time/ Torn away from you/ My heart is broken (Nunca encontrarei uma maneira/E eu vagarei até o fim dos tempos/Despedaçada por você/Meu coração está partido)".

## Lançamento
Em 22 de agosto de 2011, Lee foi ao Liberty Studios, em Toronto, para visualizar cinco músicas escritas para o próximo álbum de estúdio da banda,entre elas "My Heart Is Broken", para uma multidão selecionada de trinta pessoas. Durante uma entrevista para a MTV News, o grupo revelou que eles queriam que a música fosse incluída na trilha sonora do filme Amanhecer: Parte 1, com o baterista Will Hunt dizendo: "Eu tenho gritado por [nova música] "My Heart Is Broken", porque acho que seria tão bom para a nossa história. No entanto, a música não foi incluída na trilha sonora, posteriormente estreando on-line em 27 de setembro de 2011, duas semanas antes do lançamento do álbum. Quando entrevistado pelo NME, Lee confirmou que a música deveria ser lançada como o segundo single do álbum Evanescence. Depois disso, foi enviado para as estações pop, hot adult contemporary e Hot/Mod/AC de rádio dos Estados Unidos em 31 de outubro de 2011. Também foi servido para as estações de rádio convencionais em 1 de novembro de 2011, e foi disponibilizado para download digital, em 11 de novembro de 2011, sendo posteriormente lançado nas rádios de rock contemporâneos, em 13 de fevereiro de 2012.

## Recepção
Após o lançamento, o single recebeu críticas favoráveis dos críticos de música. Stephen Thomas Erlewine do AllMusic, escolheu a música como um destaque do álbum. Fazendo eco desse pensamento, Steve Beebee da revista rock Kerrang!, acrescentou que "se desenvolve em um refrão de busca e alma, que se destaca entre os melhores materiais que esta banda já gravou". Lewis Corner da Digital Spy, rotulou a gravação como uma faixa para fazer download, escrevendo ainda que "My Heart Is Broken" imploraria fortemente a diferir, com um riso de piano que se precipita sobre os estrangulamentos do violão, que servem como pano de fundo, para o seu emotivo alto-soprano". Rick Florino do Artistdirect, descreveu:"On' My Heart Is Broken", como um lindo. Dizendo que a introdução do piano surge ao lado de uma vibrante entrega vocal de Lee, enquanto o tambor de Will Hunt pressiona a sintonia em outro domínio." Tom Goodwyn da NME, elogiou "My Heart Is Broken", dizendo que "parece muito com uma balada da Disney, começando com Amy Lee mexendo "vou vagar até o fim dos tempos" sobre uma letra de piano, sem ser diretamente uma power ballad, pois fica mais pesada no final, não se preocupe." Chris Willman da Reuters, concluiu que a música era "sem rodeios", enquanto Sophie Schillaci do The Hollywood Reporter, chamou-a de uma balada "desoladora". Descrevendo a música como "ardente", Chad Grischow da IGN observou que em "My Heart Is Broken", "os sons da sirene-esquerda de Lee brilham, [e] a banda tira algumas oportunidades interessantes no final do álbum". Marc Hirsh do The Boston Globe, chamou o single de "um uivo banshee, desafiante, [e] raivante auto-lacerante". Christa Titus da revista Billboard escreveu que a voz de Lee, era "poderosa e flexível como sempre, como é ouvida em seus gemidos rebeldes em "My Heart Is Broken". Serene Dominic do The Arizona Republic, confessou que: "Realmente, quando seu coração está quebrado, você quer uma música que retrate isso como "My Heart Is Broken", Arwa Haider do Metro comentou: "O romântico clássico do Evanescence. O showzinho de Amy Lee, ainda parece que rasgaria qualquer charme possível."
Na a semana que terminou em 25 de novembro de 2011, "My Heart Is Broken" estreou no número 36 no Austrian Singles Chart; na semana seguinte, caiu para o número 67, saído da parada após um total de três semanas. A gravação também estreou e atingiu o pico de número 92 na tabela alemã de singles, em 28 de novembro de 2011. No Top 40 dos EUA, "My Heart Is Broken" abriu no número 40 para a semana que terminou em 4 de dezembro de 2011, e depois atingiu o pico de número 34.

## Videoclipe
O videoclipe de acompanhamento para "My Heart Is Broken" foi dirigido por Dean Karr. A filmagem começou em 1 de dezembro de 2011, em Los Angeles. Durante uma entrevista para a MTV News, Lee afirmou que o visual era "etéreo", também dizendo que "este [vídeo] vai parecer muito diferente. Na verdade, eu queria que fosse o contrário. O primeiro vídeo, para "What You Want", ficou muito real, e isso é muito surreal." O cantor confessou ainda que o clipe é inspira-do no filme de terror Paperhouse (1988), por alcançar a surrealidade. Lee explicou ainda: "[É sobre] essa garota, e tudo o que ela desenharia ganhar na vida, em seus sonhos e ela estava criando esse mundo de sonhos para si mesma. E no início, foi legal, mas é como esse pesadelo, então eu pensei que seria aplicável, e seja legal, para ter um sonho no qual você está preso. Então você está em um lugar que é um mundo mágico, mas, ao mesmo tempo, você está isolado e preso lá, e essa é a razão, pela qual você quer voltar à realidade depois de um tempo". Ao filmar o vídeo, as fibras ópticas foram usadas, alegadamente, para criar o efeito das coisas na vida após o desenho delas. Lee descreveu a aparência do resto do grupo no clipe, como "um tipo de como o sonho dentro do sonho, num abismo da escuridão".

### Conceito

Amy Lee cantando durante o clipe.

O vídeo começa com Lee deitada sobre um fundo preto, a seguir são mostrados shots do resto da banda tocando a música, em seguida aparece Lee começa a desenhar linhas com uma luz branca que esta em suas mãos. Ela se levanta do chão e começa a criar grama ao seu redor com a luz branca.
Shots da banda são mostrados novamente, assim como Lee cantando a música e mostrando suas emoções. A câmera então retorna para Lee, que está desenhando estrelas com a luz branca e caminha no mundo que ela criou. Os próximos shots mostram Lee tocando piano em uma sala onde a uma luz que vem de uma pequena janela. Depois a câmera volta para Lee, que desenha um espelho e paredes em seu mundo e continua cantando a música. No final, ela olha pela janela e toca o espelho, que começa a quebrar, iluminando a tela com uma luz branca.

### Lançamento e recepção
Um vídeo mostrando os bastidores foi exibido na MTV, em 18 de janeiro de 2012, e estreou na conta Vevo do Evanescence no YouTube, em 24 de janeiro. No entanto, foi vazado várias horas antes da sua liberação na Internet. Durante a pré-divulgação do vídeo, James Montgomery da MTV News, notou que o vídeo era um "trabalho de amor, tanto para a banda quanto para o diretor". Em um artigo publicado mais tarde, ele classificou o clipe como "uma coisa sonhadora, escura, que empurra as reflexões claustrofóbicas de Amy Lee, para um outro nível. E em algum lugar além disso também", descrevendo-o como "tanto assombrador quanto assombrado". Enquanto Jason Lipshutz, da Billboard, viu o clipe como "místico", um escritor do Spin, escreveu: "[O vídeo] apresenta belas luzes e um campo de trigo, além da habitual vocalista Amy Lee, pálida e usando seda e espartilhos, em um mundo de fantasias, que envolve muito vento e situações desagradáveis [...] e uma multidão de laptops." Melinda Newman, da HitFix, comparou as cenas do relâmpago no vídeo com as luzes do Dia da Independência dos Estados Unidos, acrescentando ainda que "tudo está escuro e dramático e Lee, como de costume, parece absolutamente deslumbrante e assombrando tudo ao mesmo tempo. Seus colegas de banda recebem apenas tempo de tela suficiente para provar aos pais que ainda estão na banda".

## Paradas musicais

### Posições
| Chart (2011)                            | Maior posição |
| --------------------------------------- | ------------- |
| Alemanha (Official German Charts)       | 92            |
| Áustria (Ö3 Austria Top 75)             | 36            |
| Estados Unidos (Billboard Adult Top 40) | 34            |